# Luca Zidane
Luca Zinedine Zidane (n. 13 mai 1998, Marsilia, Franța) este un fotbalist francez, care evoluează pe post de portar la clubul Granada CF. Este fiul lui Zinedine Zidane.

## Statistici de carieră
| Club                 | Sezon         | Ligă     | Ligă   | Cupă     | Cupă   | Europa   | Europa | Total    | Total   |
| Club                 | Sezon         | Apariții | Goluri | Apariții | Goluri | Apariții | Goluri | Apariții | Goluri! |
| -------------------- | ------------- | -------- | ------ | -------- | ------ | -------- | ------ | -------- | ------- |
| Real Madrid Castilla | 2016–17       | 8        | 0      | —        | —      | —        | —      | 8        | 0       |
| Real Madrid Castilla | 2017–18       | 13       | 0      | —        | —      | —        | —      | 13       | 0       |
| Real Madrid Castilla | 2018–19       | 18       | 0      | —        | —      | —        | —      | 18       | 0       |
| Real Madrid Castilla | Total         | 39       | 0      | —        | —      | —        | —      | 39       | 0       |
| Real Madrid          | 2017–18       | 1        | 0      | 0        | 0      | 0        | 0      | 1        | 0       |
| Real Madrid          | 2018–19       | 1        | 0      | 0        | 0      | 0        | 0      | 1        | 0       |
| Real Madrid          | Total         | 2        | 0      | 0        | 0      | 0        | 0      | 2        | 0       |
| Total carieră        | Total carieră | 41       | 0      | 0        | 0      | 0        | 0      | 41       | 0       |

## Palmares
Real Madrid
- Liga Campionilor: 2017-2018

## Legături externe
- Real Madrid profile
- Profilul lui Luca Zidane pe Soccerway
- Luca Zidane pe BDFutbol
- Luca Zidane – pe site-ul UEFA